# Kristjan
Kristjan ist ein männlicher Vorname. Er ist eine Variante des Vornamens Christian.

## Namensträger
- Kristjan Čeh (* 1999), slowenischer Leichtathlet (Diskuswurf)
- Kristjan Arh Česen (* 1997), slowenischer Fußballspieler
- Kristjan Fajt (* 1982), slowenischer Radrennfahrer
- Kristjan Glibo (* 1982), deutsch-kroatischer Fußballspieler und -trainer
- Kristjan Haljak (* 1990), estnischer Dichter und Übersetzer
- Kristjan Horžen (* 1999), slowenischer Handballspieler
- Kristjan Ilves (* 1996), estnischer Skisportler (Nordische Kombination)
- Kristjan Järvi (* 1972), US-amerikanischer Pianist und Dirigent estnischer Herkunft
- Kristjan Kais (* 1976), estnischer Volleyball- und Beachvolleyballspieler
- Kristjan Kangur (* 1982), estnischer Basketballspieler
- Kristjan Knigge (* 1972), dänischer Filmregisseur
- Kristjan Palusalu (1908–1987), estnischer Ringer
- Kristjan Rahnu (* 1979), estnischer Zehnkämpfer
- Kristjan Randalu (* 1978), estnischer Pianist und Komponist des World Jazz
- Kristjan Raud (1865–1943), deutsch-estnischer Maler und Graphiker
- Kristjan Sokoli (* 1991), US-amerikanischer American-Football-Spieler mit albanischen Wurzeln
- Kristjan Tafenau (* 1998), estnischer Leichtathlet (Hochsprung)